# 2001: Odissea nello spazio (romanzo)
2001: Odissea nello spazio (2001: A Space Odissey) è un romanzo di fantascienza del 1968 dello scrittore britannico Arthur C. Clarke. Il romanzo nacque contemporaneamente al celebre film omonimo del regista Stanley Kubrick.
Kubrick aveva contattato Clarke nell'aprile del 1964, esponendo l'idea di un film di fantascienza sul rapporto fra l'uomo e l'universo. La storia si sviluppò contemporaneamente come romanzo e come sceneggiatura, ad opera sia di Clarke che di Kubrick. I due autori si sentirono ogni giorno per portare avanti il progetto. Le riprese iniziarono nel dicembre 1965 e terminarono nel luglio 1966, e dopo due anni di post-produzione, nell'aprile 1968 vi fu l'uscita del film nelle sale, accompagnata dalla pubblicazione del romanzo; entrambe le opere ebbero un enorme successo e vengono oggi considerate dei classici nei rispettivi generi.
Clarke ha dato un seguito alle vicende con una serie di altri tre romanzi, pubblicati tra il 1982 e il 1997.

## Trama

### Capitolo primo: Notte primeva
Africa, Pleistocene. Un branco di ominidi della savana vive di stenti, cibandosi di radici e bacche, trovando rifugio in alcune caverne che dominano una valletta arida, attraversata da un piccolo corso d'acqua. Sovente questi ominidi devono lottare con un gruppo di loro simili rivali, gli Altri.
Una notte, il capo Guarda-la-Luna viene svegliato da un singolare rumore simile al cozzare del metallo sulla pietra. Al mattino il branco scorge la Nuova Roccia, un monolito completamente trasparente, alto tre volte loro, tanto sottile da poter essere abbracciato. La sera, mentre tornano alle loro caverne, la Nuova Roccia inizia a emettere un suono, una pulsazione prima impercettibile e poi sempre più forte, per poi splendere e formare sulla sua superficie fasci e ruote di luce che iniziano a formare disegni geometrici sempre più complessi. Le scimmie sono come ipnotizzate dallo spettacolo, e ricevono ordini dal cercare di realizzare un nodo con un filo d'erba al colpire un bersaglio con un sasso.
Il monolito continua a dare le sue "lezioni" fino al giorno in cui Guarda-la-Luna prende un sasso pesante e appuntito, e lo usa per uccidere un giovane facocero che stava pascolando.
Passa un anno, e grazie agli insegnamenti del monolito, Guarda-la-Luna e il suo branco sono molto cambiati: sono ben nutriti, grazie alla caccia e agli utensili dedicati, e possono difendersi dalle belve avvalendosi di una strategia collaborativa. Lo dimostra anche quando Guarda-la-Luna riesce a uccidere in combattimento un leopardo che si aggirava dalle parti del suo branco. La mattina dopo l'uccisione, però, la Nuova Roccia è scomparsa, ma i protagonisti si preoccupano degli Altri. Guarda-la-Luna mostra loro la testa impalata del leopardo ucciso, e i rivali fuggono tutti tranne il loro capo Un-Orecchio, che muore nello scontro. Guarda-la-Luna, esultando, si chiede cos'altro potrà fare.
Ma avrebbe pensato a qualcosa.

### Capitolo secondo: AMT-1
Il dottor Heywood Floyd, presidente del Consiglio nazionale dell’astronautica, dopo un colloquio notturno col presidente degli Stati Uniti, parte da Cape Canaveral per un volo verso la Luna, mantenendo il massimo riserbo con la stampa circa l'interruzione improvvisa dei contatti con la base lunare su Clavius e delle voci su una presunta epidemia, riserbo che mantiene sulla navetta e facendo scalo sulla Base Spaziale Uno, nonostante le pressanti domande del suo amico e collega russo, il quale citerebbe una misteriosa sigla TMA-1.
Giunto a destinazione, venticinque ore dopo, egli presenzia a una conferenza tenuta dal dottor Michaels, capo scientifico della base, che dà delle delucidazioni e smentisce l'ipotesi dell'epidemia, una pura copertura a quello che è avvenuto realmente: durante la notte lunare, eseguendo un rilevamento magnetico satellitare della regione intorno alla base, si è scoperta un'anomalia magnetica nel sottosuolo del cratere Tycho, ribattezzata TMA-1 (Tycho Magnetic Anomaly-1). A seguito di ciò è stato effettuato uno scavo, che ha rivelato un monolito verticale, nerissimo, alto circa tre metri e largo uno e mezzo, poggiato su un basamento della medesima sostanza. Le analisi geologiche ne attesterebbero l'antichità di circa tre milioni di anni, risultando la prova inoppugnabile della sua origine extraterrestre.
È quasi il momento dell'alba lunare. Con un laboratorio mobile, il dottor Floyd e i suoi colleghi di Clavius giungono presso lo scavo nel cratere Tycho; durante il sopralluogo, i primi raggi solari illuminano il Monolito. All'improvviso, attraverso gli altoparlanti delle tute, si odono dei fortissimi stridii elettronici: colpito per la prima volta dalla luce del Sole dopo essere rimasto sepolto per tre milioni di anni, il monolito si è attivato e ha emesso un forte e misterioso segnale. Sonde sparse nel sistema solare registrano una qualche forma di energia scaturita dalla Luna, indirizzata verso gli spazi esterni.

### Capitolo terzo: Tra i pianeti
L'astronave Discovery è diretta verso il sistema di Saturno, per un viaggio di sola andata di undici mesi, missione originariamente concepita per l'esplorazione di Giove e poi improvvisamente mutata per la nuova destinazione. Al termine dell'esplorazione, l'equipaggio entrerà in stato di ibernazione, in attesa per i cinque anni successivi dell'arrivo della Discovery II, la cui costruzione non è ancora stata completata, per riportarli sulla Terra. A bordo vi sono il comandante David Bowman, il primo ufficiale Frank Poole e altri tre membri in stato d'ibernazione, che costituiscono il personale scientifico che verrà ridestato una volta giunti a destinazione. Il sesto membro dell'equipaggio è un supercomputer dotato di un'intelligenza artificiale di nome HAL 9000, in grado di collaborare e comunicare verbalmente con i suoi colleghi umani.
Dopo cinque mesi di navigazione, più l'avvicinamento e studio dell'asteroide 7794 (non ancora scoperto alla data di pubblicazione del romanzo), la Discovery giunge in orbita attorno Giove, per ricevere l'impulso per effetto fionda che la immette nella traiettoria per Saturno, dove l'arrivo è previsto di lì ad altri cinque mesi.

### Capitolo quarto: L'abisso
Durante i festeggiamenti per il compleanno di Poole, HAL comunica di aver rilevato un'imminente avaria dell'elemento AE-35, un piccolo componente esterno del sistema di puntamento dell'antenna di comunicazione verso la Terra. Una volta sostituito l'elemento, con un'escursione extra-veicolare di Poole, vengono effettuate alcune prove sia a bordo della nave che sulla Terra, che però smentiscono il guasto rilevato dall'elaboratore.
Due giorni dopo HAL comunica una nuova avaria nell'elemento AE-35 appena inserito, mentre dalla Terra si rileva un'incongruenza con le analisi dei due elaboratori gemelli; ipotizzando un conflitto di programmazione in HAL, i due astronauti decidono di optare per la possibile esclusione temporanea del computer. Le comunicazioni con la Terra sono interrotte. Poole compie nuovamente un'escursione nel vuoto ma viene investito dalla capsula sopraggiunta misteriosamente a tutta velocità, restando ucciso e trascinato via.
Sconvolto dell'incidente, Bowman decide di risvegliare i membri ibernati, ma nel frattempo si aprono i portelli della rimessa delle capsule, togliendo la pressione nell'astronave. Salvatosi in un rifugio d'emergenza e indossata una tuta spaziale, Bowman disinserisce il computer uccidendolo nel processo.
Ripreso il controllo dell'astronave, e ormai solo (dato che anche gli astronauti ibernati durante l'emergenza sono stati uccisi da HAL), Bowman riceve un messaggio di Heywood Floyd che gli spiega lo scopo reale della missione: la scoperta del TMA-1 sulla Luna e il suo fascio d'onde radio indirizzato verso Giapeto, una delle lune di Saturno.

### Capitolo quinto: Le lune di Saturno
Durante i rimanenti tre mesi di navigazione verso Saturno, Bowman rende nuovamente operativa l'astronave, e riflette sull'origine del TMA-1 e il misterioso rapporto dimensionale 1x4x9 dei suoi lati, il quadrato dei primi numeri naturali. Si interroga anche sul malfunzionamento di HAL, concludendo che sia impazzito in quanto ha dovuto mentire a Bowman e Poole sul vero scopo della missione e, data la sua natura di computer, non era possibile per lui mentire a qualcuno, e ciò lo portò a cercare prima d'interrompere il collegamento con la Terra e poi, non riuscendoci, a comportarsi come un criminale che preso dal panico finisce per commettere delitti a catena per coprire quello iniziale.
Giunto nel sistema di Saturno ed approcciandosi con la luna di Giapeto, caratterizzata da un grande ovale completamente bianco che ricopre parte di un suo emisfero, Bowman scorge attraverso un telescopio una zona nera al centro. A un centinaio di chilometri di distanza, essa si rivela essere un enorme monolito nero che si erge dalla superficie per circa seicento metri: il Fratello Maggiore del TMA-1.
Bowman tenta un atterraggio con una capsula. Quando è a poche decine di metri, l'enorme monolito sembra indietreggiare come in un'illusione ottica, per poi sprofondare in un pozzo senza fondo. Sulla Terra giungono le ultime parole di Bowman: "La cosa è vuota, va avanti per sempre... Oh mio Dio, è pieno di stelle!"

### Capitolo sesto: Attraverso la Porta delle Stelle
Bowman ha la sensazione di precipitare in un pozzo rettangolare a una velocità sempre maggiore. L'universo stellato gli scorre accanto. L'orologio all'interno della capsula rallenta fino a fermarsi. Poi il rettangolo nero davanti a lui diventa sempre più luminoso ed esce di nuovo alla luce, trovandosi a volare sopra un pianeta punteggiato di fori neri come quello da cui è appena uscito. Bowman vede i resti di un'astronave, e ne incrocia un'altra che entra in uno dei fori. Capisce che si tratta di una specie di stazione di scambio cosmica: infatti, anche la sua capsula riparte subito per immettersi in un altro foro nero per un altro viaggio nell'oscurità. Sbuca così in un sistema doppio, formato da un gigantesco sole rosso e da una luminosissima nana bianca che gli ruota velocissima intorno, e ai quali la sua capsula continua ad avvicinarsi fin quasi a entrare dentro al gigantesco sole rosso, che sembra quindi la meta finale del suo viaggio.
La luce si attenua fino a quando il buio diventa totale. Bowman sente la capsula poggiarsi su una superficie dura. Quando la luce ritorna, l'astronauta scopre che si trova nel soggiorno di un appartamento d'albergo, dove ci sono un divano, delle sedie, una libreria con qualche libro, un elenco telefonico, un telefono, "Il ponte di Arles" di van Gogh appeso alla parete. Bowman esce dalla capsula, senza togliersi tuta e casco, e scopre che i libri sono finti, le pagine dell'elenco del telefono sono tutte bianche e il telefono è muto, quindi il tutto sembrerebbe una messinscena per tranquillizzarlo. Controlla il resto dell'appartamento, notando che è composto da camera da letto, bagno e cucina. Si toglie il casco e scopre che l'aria è respirabile, quindi si toglie anche la tuta, poi va in cucina e mangia qualcosa di blu che sa di biscotto alle mandorle, fa una doccia e dà un'occhiata ai programmi televisivi. Infine, esausto, si addormenta per l'ultima volta.
Spariscono subito i mobili, e restano solo il letto e i muri a proteggerlo dal fuoco esterno. Durante il sonno, il tempo di Bowman inizia a scorrere all'indietro fino a farlo svegliare nelle vesti di un neonato urlante; si calma vedendo davanti a sé un monolite di cristallo che, come tre milioni di anni prima, inizia a pulsare formando complessi disegni geometrici ma che, con molta più rapidità e sicurezza, questa volta trasforma il bambino in uno Star-Child, un essere superiore, che per il momento è dotato ancora di un corpo umano, ma con poteri straordinari e in grado di volare tra le stelle. Il nuovo Star-Child torna in un attimo sulla Terra, lontana ventimila anni-luce, e qui distrugge in volo dei missili nucleari che sono stati appena lanciati.
Poi si ferma a riflettere sui suoi nuovi poteri chiedendosi cos'altro potrà fare.
Ma avrebbe pensato a qualcosa.

## Il romanzo
Il romanzo risulta di facile approccio, se si escludono i misteri e i meta-significati del finale. Clarke dimostra di avere una grande conoscenza della scienza e dell'astronomia, spiegando nei dettagli aspetti e descrizioni dello spazio in un'epoca in cui ancora l'uomo non era andato sulla Luna. Così il mistero della vita sulla Terra, il possibile legame con civiltà extraterrestri, appare nella descrizione come un qualcosa di plausibile a fronte della capacità affabulatoria dello scrittore..

## Saturno quale meta originaria
Nel romanzo la missione del Discovery, indicata come Progetto Giove, subisce una variazione improvvisa per il sistema di Saturno, presunta direzione del segnale inviato dal Monolito lunare, restringendo la ricerca intorno al satellite Giapeto. A causa della difficoltà e la lungaggine tecnica nel rappresentare il pianeta, nonostante un grande lavoro dei tecnici degli effetti speciali, la meta torna al gigante gioviano, come riportato dall'Autore nel capitolo Mission to Jupiter nel saggio The lost worlds of 2001. La scena del sorvolo di Saturno viene riconvertita nel successivo film 2002: la seconda odissea diretto dal supervisore degli effetti speciali Douglas Trumbull
L'autore spiega nella prefazione a 2010: Odissea due che ha voluto fare di quest'ultimo un romanzo autoconsistente e non una semplice continuazione; inoltre, nei casi di difformità tra il film e il romanzo, ha preferito seguire la trama cinematografica. Questa stessa linea è seguita anche in 2061: Odissea tre e in 3001: Odissea finale.
Il sorvolo della sonda Voyager 2 della luna Giapeto nell'agosto 1981 confermò la notevole differenza di albedo tra i due emisferi, ipotizzata nel romanzo, per differente composizione dei ghiacci superficiali, al punto che Carl Sagan, membro del controllo della missione, inviò a Clarke un messaggio di congratulazioni.

## Tra romanzo e film
Per alcune persone il film risulta pesante, inconcludente ed a tratti addirittura noioso, in contrapposizione con le persone che lo definiscono un autentico capolavoro. A prescindere dalla nota questione sulla soggettività della bellezza di un'opera, il fatto di apprezzare o meno questo film in particolare dipende da alcuni fattori tecnici e artistici:
Fattore tecnico
- il film, caratterizzato da grande realismo (assenza dei suoni nello spazio, assenza di gravità negli ambienti spaziali anche se pressurizzati), fu tuttavia girato 2 anni prima che l'uomo arrivasse sulla luna
- l'opera illustra svariati sviluppi tecnologici ben di là dall'essere realmente in uso negli anni sessanta: l'identificazione vocale delle persone, la videotelefonia, l'uso di navette spaziali, la messa in orbita permanente di stazioni spaziali intorno alla terra

Fattori artistici
- scrittura contemporanea di copione e romanzo

Il libro e la sceneggiatura del film furono scritti contemporaneamente, e sono frutto di una stretta collaborazione tra il regista Stanley Kubrick e Arthur Clarke; il romanzo fu espressamente pubblicato solo alcuni mesi dopo l'uscita del film, che per volere di Kubrick non doveva spiegare esplicitamente tutti i temi del film, ma lasciarli all'immaginazione dello spettatore (Kubrick stesso disse "Se qualcuno ha capito qualcosa, ciò significa che io ho sbagliato tutto.").
- i suggerimenti del monolito

Il monolito che compare tra le scimmie all'inizio del film (traslucido anziché nero, nel romanzo) è uno strumento lasciato lì dagli alieni per trasmettere a quelle scimmie concetti e conoscenze rudimentali (come l'utilizzo di armi per difendersi), necessarie a permetterne l'evoluzione.
- l'errore di HAL 9000

Come ben descritto nel romanzo di Clarke 2001, per motivi di segretezza e per non sottoporre a stress i comandanti Bowman e Poole, HAL ed i membri in animazione sospesa sono i soli al corrente dello scopo reale della missione, indagare su una trasmissione aliena diretta verso l'orbita di Giove. Tuttavia HAL non è stato istruito sul motivo e dunque la sua mente entra in un conflitto di priorità, tra la salvaguardia della missione e quella degli astronauti. Mentre HAL tenta di far trapelare qualche indizio a Bowman, avverte un guasto all'antenna principale. Il conflitto si somatizza proprio sul collegamento tra la nave ed il controllo a Terra. In 2010 il Dr Chandra denuncia un'intromissione della Casa Bianca nelle direttive impartite al computer, ignorando la sua incapacità di dissimulazione al contrario di "persone abituate a mentire molto facilmente".
- la stazione di smistamento

Nel romanzo viene detto esplicitamente che il monolito sul satellite di Saturno Giapeto conduce Bowman a migliaia di anni luce dalla Terra, presso quella che viene definita da Bowman una sorta di "porta delle stelle" o "stazione centrale della galassia": un pianeta costellato di vari ingressi e uscite, attraverso le quali Bowman vede passare diverse astronavi.
- l'appartamento

Quello che nel film è un appartamento settecentesco, nel libro è una comune stanza d'albergo come ce ne sono tante negli USA. In entrambi i casi si tratta di un ambiente artificiale, prodotto da un'intelligenza aliena, in orbita intorno a una gigante rossa, avente lo scopo di fornire un ambiente familiare a Bowman, da parte dell'entità aliena intenzionata a trasportarlo in uno stato di esistenza superiore indipendente dalla materia (vedi sotto).
- il bambino delle stelle

Al termine della breve permanenza all'interno dell'appartamento, Bowman si addormenta sul letto, e da quel momento, mentre i suoi ricordi regrediscono fino all'infanzia, questi vengono via via "assorbiti" dall'entità aliena, trasportando Bowman in uno stato di esistenza superiore non legato alla materia: l'ultimo legame resta il corpo del neonato, nel quale Bowman rimarrà solo per il tempo necessario ad adeguarsi al suo nuovo stato.

## Edizioni
- Arthur C. Clarke, 2001: A Space Odyssey, 1968.
- Arthur C. Clarke, 2001: Odissea nello spazio, traduzione di Bruno Oddera, TEA Due, 1988, ISBN 88-7819-669-X.